# Cirrocumulus
Cirrocumulus (abreviere Cc) este un gen de nori de altitudine mare care se prezintă în bancuri sau pături, compuși din elemente mici în formă de granule, valuri sau riduri. Sunt constituiți din cristale de gheață și nu dau precipitații.
Apar de obicei la altitudini de peste 5 km în atmosfera terestră. Cristalele de gheață sunt componentul principal al acestor nori, favorizând înghețarea rapidă a particulelor de apă ceea ce duce la dezvoltarea rapidă de nori Cirrus. Acest proces duce la formarea fenomenului de Virga.

## Aspect
Norii cirrocumulus prezintă atât caracteristici stratiforme cât și caracteristici cumuliforme și apar adesea sub formă de pete albe însoțite de smocuri cu margini vag definite. Acești nori sunt organizați de obicei în rânduri la fel ca alți nori stratiformi sau cumuliformi, dar fiind de dimensiuni mici au aspect foarte fin și dau cerului un aspect similar cu solzii unui pește. 
Norii Cirrocumulus se disting de norii Altocumulus prin diferite aspecte deși ambele genuri pot să apară simultan fără o demarcație clară între ele. Norii Cirrocumulus apar de obicei la altitudini mult mai mari decât norii Altocumulus, iar norișorii sunt mult mai mici și mai ușor de observat de la sol. De asemenea, norii Cirrocumulus au în interiorul lor o temperatură mult mai mică.
Norii Cirrocumulus tind să reflecte lumia roșie și galbenă în timpul apusului sau răsăritului soarelui și sunt de obicei numiți „cei mai frumoși nori”. Acest aspect este legat de faptul că acești nori reflectă razele uniforme ale luminii solare în timpul dimineții și în timpul apusului, când aceste raze sunt de obicei galbene, roșii și uneori mov.

## Prognoză
Norii Cirrocumulus se formează întotdeauna în grupuri. Alături de ei se pot întâlni și nori Cirrus și Cirrostratus împrăștiați pe o mare parte din cerul vizibil și prognozând ploi moderate în următoarele 8-10 ore. Dacă se întalnesc doar nori Cirrocumulus neasociați cu alte genuri de nori, se poate prognoza o continuitate a vremii favorabile. Dacă norii Cirrocumulus apar imediat după ploaie, se poate prognoza o ameliorare a vremii.

## Specii
- Cirrocumulus stratiformis (Cc str) - nori de altitudine mare care se prezintă sub formă de pânză cumuliformă.
- Cirrocumulus lenticularis (Cc len) - nori de altitudine mare care se prezintă sub formă de lentile alungite.
- Cirrocumulus castellanus (Cc cas) - nori de altitudine mare care se prezintă sub formă de creneluri.
- Cirrocumulus floccus (Cc flo) - nori de altitudine mare care se prezintă sub formă de pâlcuri.

### Varietăți
- Funcție de opacitate: nu prezintă, deoarece sunt întotdeauna translucizi.
- Funcție de formă: forma undulatus apare sub formă de valuri și este compusă în special din stratiformis și lenticularis; forma lacunosus conține lacune circulare cauzate de mișcarea pe verticală în sens descendent a aerului

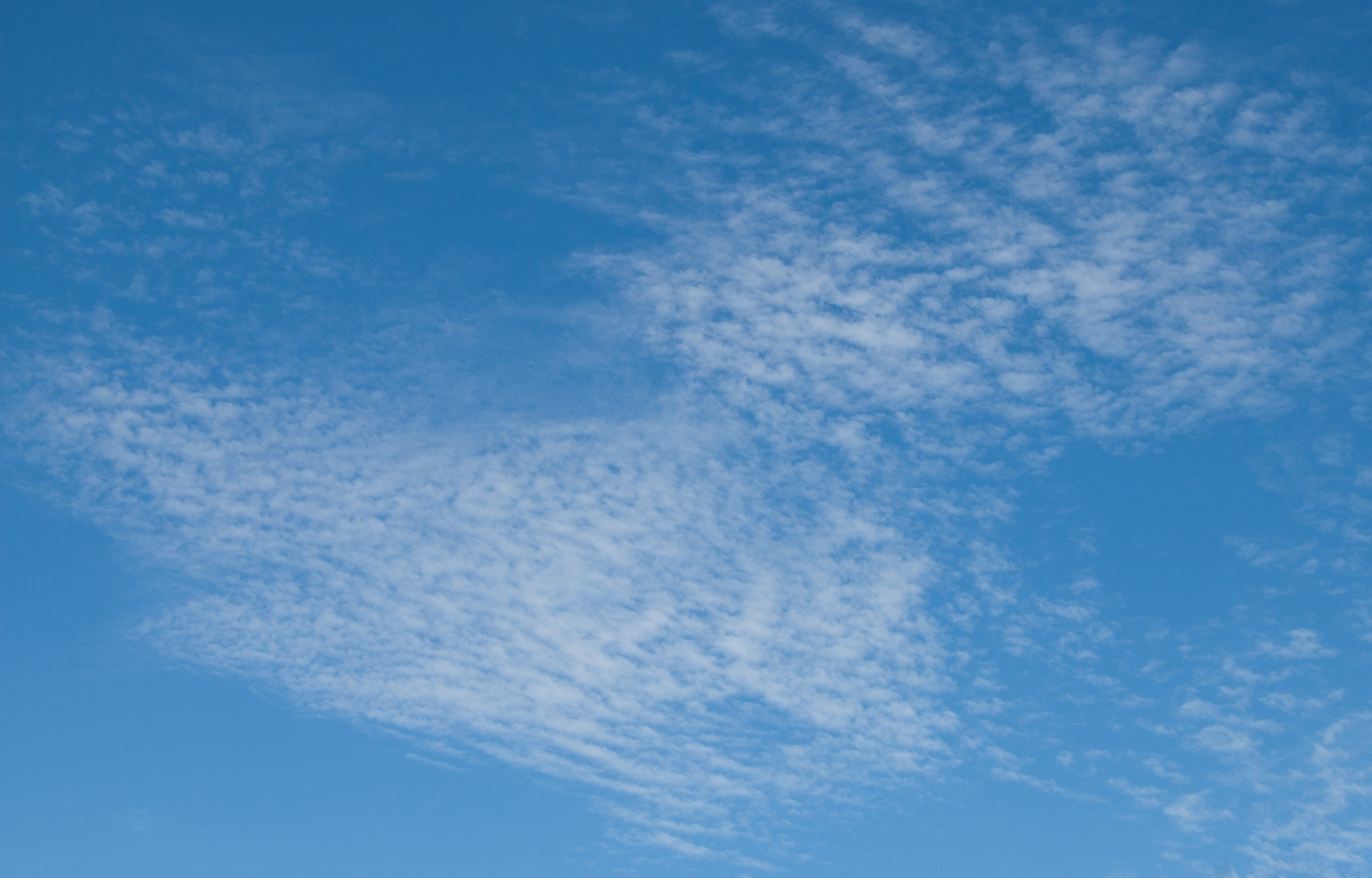
Nori Cirrocumulus într-o după-amiază de vară

#### Particularități
- Funcție de precipitații: ocazional produc fenomenul de Virga în care precipitațiile se evaporă înainte să atingă solul.
- Nori accesori: mamma.

## Galerie foto

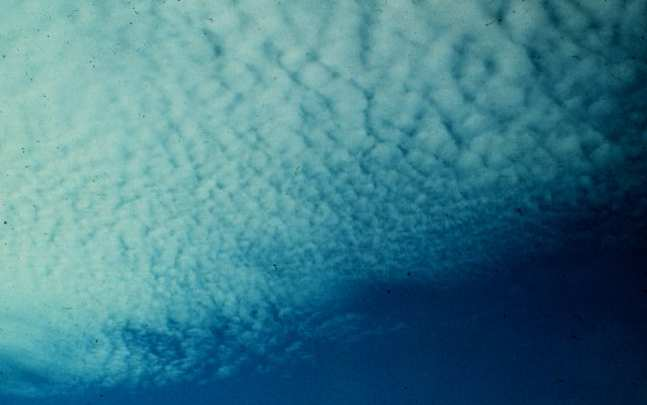
Cirrocumulus stratiformis
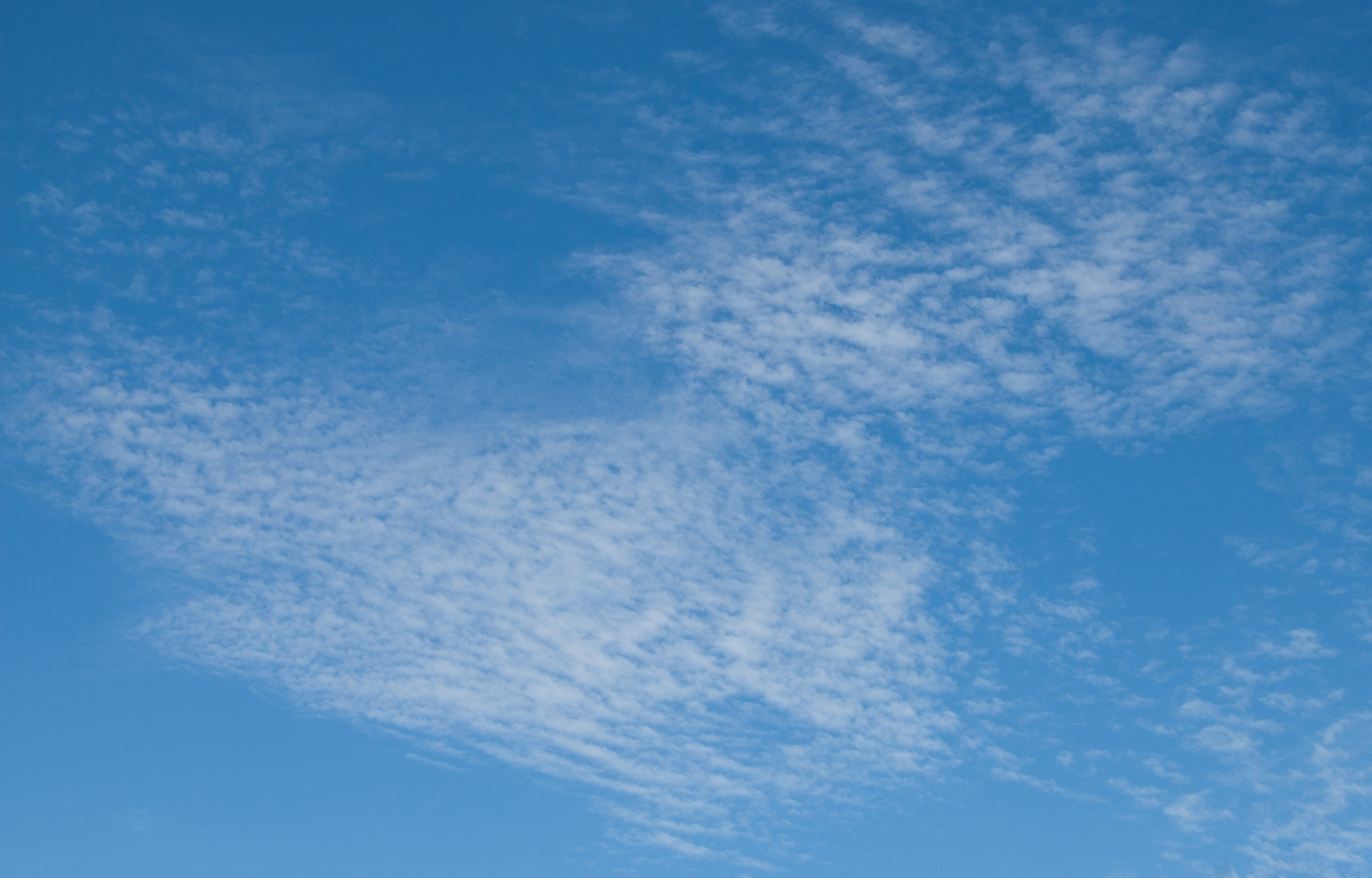
Cirrocumulus floccus